# Refuge du Plan de la Lai
Le refuge du Plan de la Lai (parfois orthographié Laie) est un refuge situé en France dans la commune de Beaufort, département de la Savoie en région Auvergne-Rhône-Alpes.

## Histoire
Le bâtiment a été construit en 1934 par le département de la Savoie pour servir de maison cantonnière. Il s'agit d'une maison en pierre crépie dépourvue d'eau et d'électricité. À partir du 1er janvier 1972, le Club alpin français l'aménage en refuge sur l'itinéraire permettant de relier à ski Nice à Thonon-les-Bains[source insuffisante].

## Caractéristiques et informations
Le refuge bénéficie d'un gardiennage en période estivale, avec une capacité limitée. Il est donc nécessaire de réserver aussi bien pour les nuitées que pour les repas.
L'hiver, et seulement pendant la fermeture de la route, les lieux restent accessibles au public. Les randonneurs peuvent ainsi y trouver du gaz, de la vaisselle courante ainsi qu'une réserve de bois de chauffage et d'un poêle.
Le refuge est en zone blanche (pas de réseau ni mobile ni filaire). Une liaison radio / satellite est réservée aux gardiens. 

## Accès

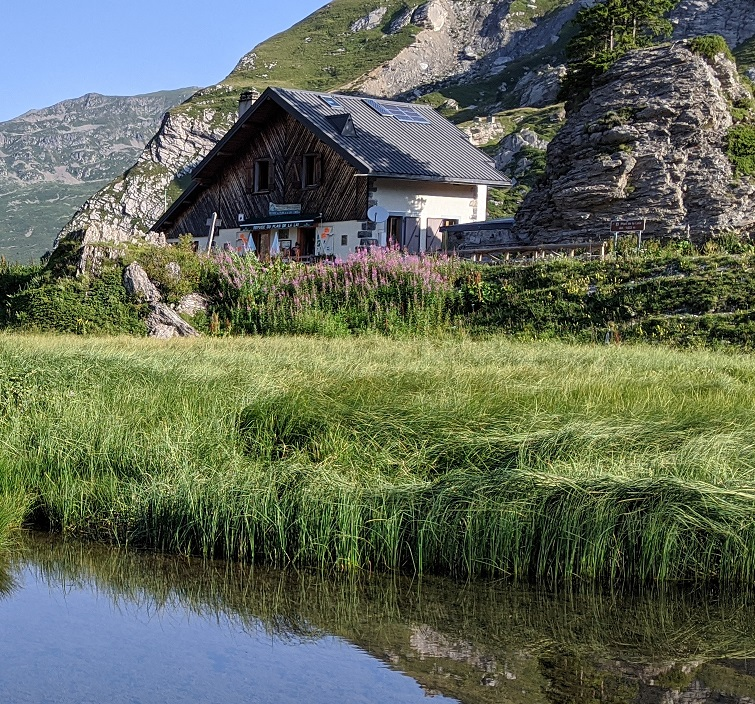
Le refuge du Plan de la Lai vu depuis le sud

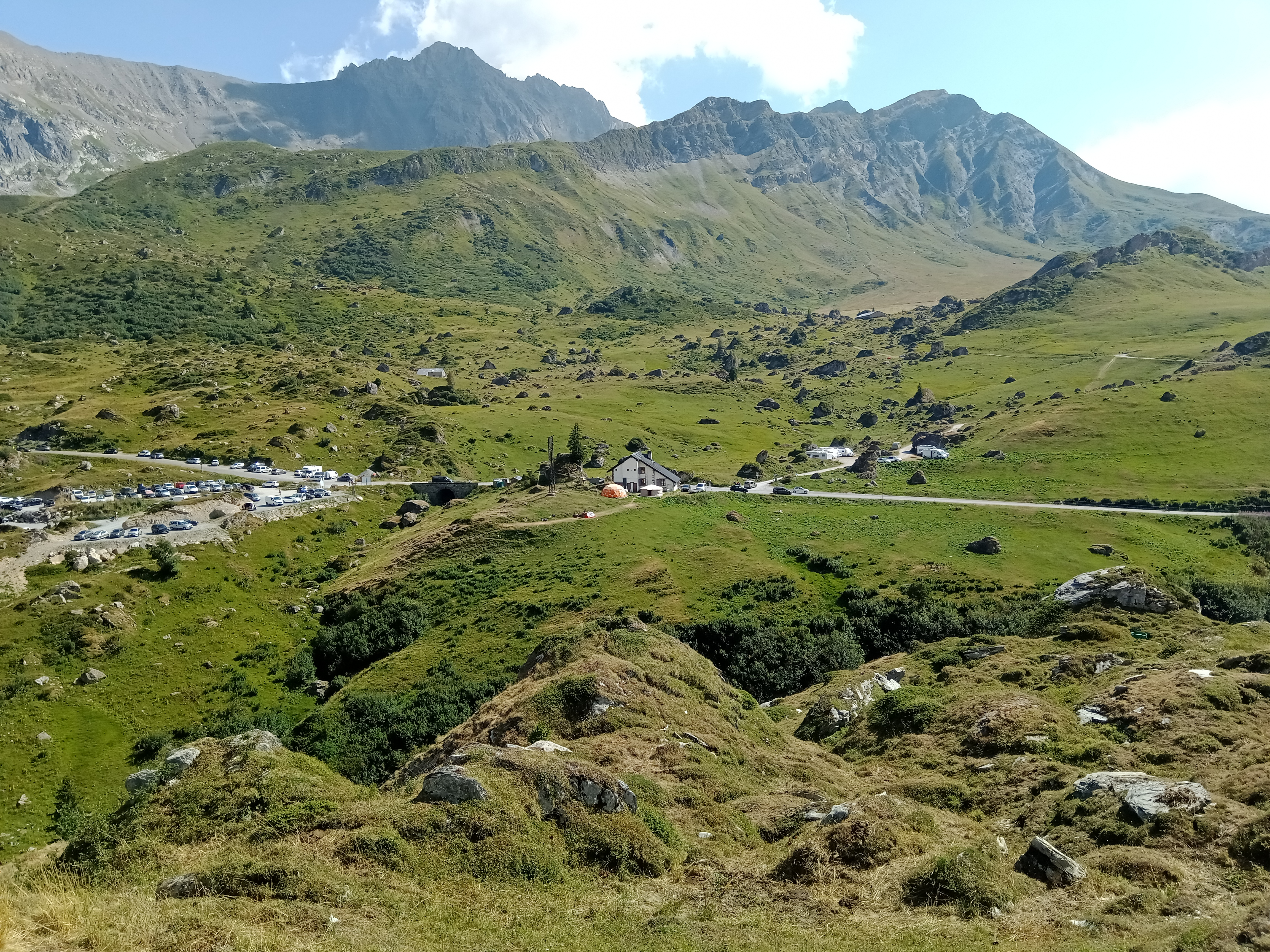
Le refuge du Plan de la Lai vu depuis le nord au pied du rocher du Vent.

Le refuge du Plan de la Lai se trouve un peu au-dessus du lac de Roselend, en direction du Cormet de Roselend, sur le bas-côté de la D 925 reliant Beaufort à Bourg-Saint-Maurice.

## Ascensions
- Rocher du Vent (2 360 m)
- Crête des Gittes (2 538 m)
- Tour de l'aiguille du Grand Fond (2 671 m)

## Traversées
Ce refuge est sur plusieurs grands itinéraires que sont :
- le tour du Beaufortain ;
- le sentier GR 5 (qui est aussi le Sentier européen E2 [3]« de la Mer du Nord à la Méditerranée ») ;
- la route des Grandes Alpes.

## Particularités
Les randonneurs peuvent obtenir la réservation d'une yourte installée près du refuge. Pour ce faire, il faut téléphoner au gardien du refuge.